# Grube Vereinigtes Glückauf
Die Grube Vereinigtes Glückauf war eine Buntmetallerz-Grube des Bensberger Erzreviers in Rösrath im Ortsteil Forsbach. Das Grubenfeld Vereinigtes Glückauf erstreckte sich im Königsforst etwa 500 Meter südwestlich vom ehemaligen Forsbacher Bahnhof am östlichen Hang des Giesbachs.

## Geschichte
Ursprünglich gab es zwei verschiedene Grubenfelder, die für zwei parallel verlaufende Erzgänge je für sich verliehen waren. Für das Grubenfeld Glückauf I hatte Joh. Wagner zu Mülheim am Rhein am 5. August 1877 eine Mutung eingereicht. Anlässlich der Feldesbesichtigung vom 24. August 1877 ergab sich die Feststellung der Bauwürdigkeit. Dementsprechend erfolgte am 15. Oktober 1877 die Verleihung auf Blei-, Blende- und Kupfererz. Für das nebenliegende Grubenfeld Glückauf war bereits früher (genaues Datum nicht bekannt) ein Mutungsgesuch durch Wilhelm Volbach aus Rath bei Köln gestellt worden. Am 13. April 1877 fand die Feldbesichtigung statt. In der Schlussverhandlung am 7. August 1877 erfolgte die Verleihung der Grube Glückauf auf Blei- und Zinkerz. Es gibt für beide Gruben keine Hinweise, dass in der Folgezeit Abbau betrieben worden ist.
Bei den Bauarbeiten der Eisenbahn von Bensberg nach Forsbach wurde man auf die beiden Gruben wieder aufmerksam. Es bildete sich als neuer Eigentümer die Gewerkschaft Glückauf I & II. Am 28. Oktober 1899 wurden beide Grubenfelder konsolidiert. Auf der Gewerkensitzung am 28. Februar 1900 beschloss man die Änderung des Grubennamens in Vereinigtes Glückauf.

## Betrieb und Anlagen

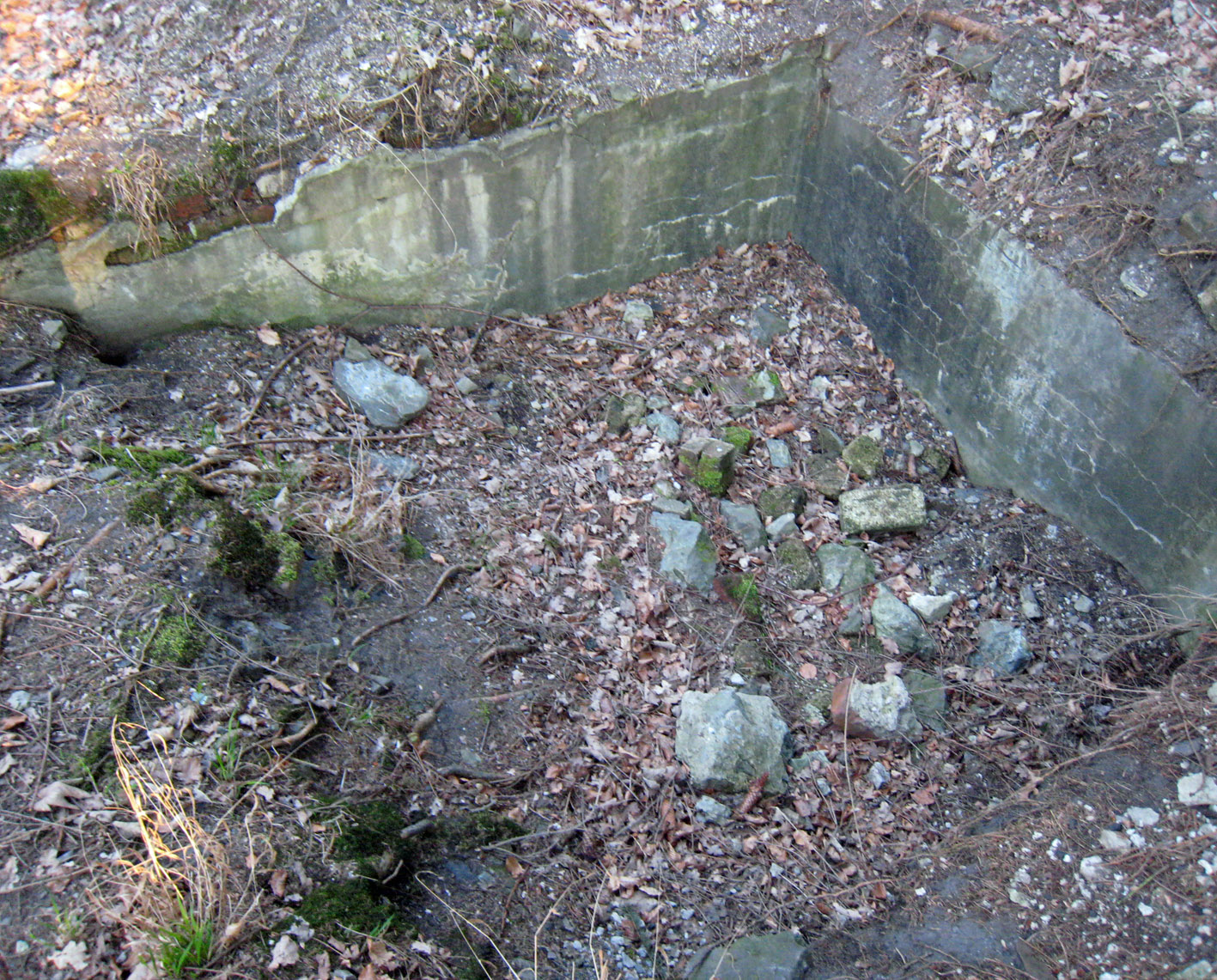
Reste eines früheren Grubenaufbaus

Zunächst untersuchte man die Lagerstätte über Stollen und im Tiefbau, nachdem man einen Maschinenschacht abgeteuft hatte. Über die weiteren Arbeiten liegen nur spärliche Informationen vor. Zeitweise beschäftigte man zwischen 16 und 18 Bergleute. Dementsprechend handelte es sich um einen kleinen Betrieb. Am 20. März 1909 ging die Gewerkschaft Vereinigtes Glückauf in Liquidation. Das noch auf der Grube vorhandene Material und das Bergwerkseigentum wurden am 18. Juni 1909 zwangsversteigert. Neuer Eigentümer wurde Gustav Wolff jr. aus Linden bei Bochum. Auf einen erneuten Bergbau gibt es keine Hinweise.